# Sharingan
Sharingan (写輪眼, Oversat Copy Wheel Eye) er en genetisk egenskab i Uchiha-klanen i den japanske anime/manga Naruto. Når man har sit sharingan-øje aktiveret bliver regnbuehinden og pupillen rød med forskellige sorte mønstre på.  

## Historie
Sharingan er en Kekkei Genkai (speciel evne nedarvet gennem familien), tilhørende klanen Uchiha og bliver tilkendegivet ved to roterende mærker omkring hvert øje. Man mener at Sharingan nedstammer fra Byakugan, med modsat Byakugan kan Sharingan ikke benyttes, før evnen fremkaldes hos den enkelte Uchiha. Evnen vækkes, hvis brugeren er i livsfare og Sharingans evner er i stand til, at redde en (for eksempel blev Sasuke Uchihas evne fremprovokeret i kampen mod Haku). Desuden kan Sharingan erhverves ved en øjentransplantation fra en Uchiha (Kakashi Hatake fik sit øje på denne måde).

## Evnen
Sharingan, eller i normal tale "Sharingan øjne", gør én i stand til at se, hvordan en modstander vil agere i en kampsituation, næsten før han selv ved det. På denne måde bliver det nemmere at reagere på modstanderens handling, gennemskue hans teknik eller strategi. Dog er brugerens evner helt afgørende for effektiviteten af Sharingan, idet brugerens fysiske evner ikke forbedres. Det er således muligt at opfatte et angreb, uden nødvendigvis at kunne reagere hurtigt nok til at undvige eller parere.
Da Sharingan gennemskuer en modstanders bevægelser, fremstår en mulighed for at kopiere dennes angreb eller teknik. Man kan således kopiere både ninjutsu, genjutsu og taijutsu ved at mestre Sharingan, dog kan kekkei genkai ikke kopieres, da disse er genetisk bestemt. Faktisk giver en Sharingan mulighed for at foreslå en handling eller tanker / illusioner i en modstanders sind, hvilket bliver opfattet, som om indehaveren af Sharingan kan se fremtiden. 
Igen har brugerens egenskaber stor betydning, da man sagtens kan kende en teknik, selvom man ikke er i stand til at udføre den praktisk. Desuden gør Sharingan indehaveren i stand til at se, den flydende chakra, der befinder sig i enhver persons krop, som en farve. Dog er disse ikke så effektive til dette formål som Byakugan.
At holde Sharingan aktiveret kræver chakra, dog er denne mængde så lille, at den er uden betydning for en Uchiha, da deres krop er bygget til det. Hvis andre forsøgte dette, ville de blive drænet for chakra relativt hurtigt (derfor holder Kakashi sit øje tildækket).
Der findes to "stadier" af Sharingan. Ved andet stadie, Mangekyo Sharingan, bliver den mere kraftfuld og egenskaberne forbedres yderligere. 

### Mangekyo
Mangekyo Sharingan (万華鏡写輪眼 Mangekyō Sharingan, lit. "Kalejdoskop kopimølle øje") er den ypperste Sharingan man kan opnå og er derfor yderst sjælden blandt Uchiha klanen. Den første til at få den var Madara Uchiha. For at komme i besiddelse af denne, skal man dræbe sin bedste ven, hvilket gjorde det til "almindelig" for en Uchiha at gøre, indtil man fandt ud af, at den kunne opnås, hvis en meget nær ven døde. Sasuke Uchiha får sin Mangekyo Sharingan da hans bror, Itachi Uchiha dør i kampen mod ham. Det er stadig uvist, hvordan Kakashi Hatake fik sin ved at hans bedste ven døde Obito Uchiha. 
I modsætning til den normale Sharingan, der virker identisk fra person til person, er Mangekyo Sharingan'ens tomoe tegn (den lille prik i øjet) forskellig fra person til person. Og hver type giver hver sin evne. Itachi Uchiha kan lave de tre jutsuer, Tsukuyomi, Amaterasu og Susanoo (beskrevet længere nede). Kakashi kan ikke lave noget i stil med Itachis Mangekyou Sharingan, men han kan suge ting ind i en anden dimension. Dog er der én ting der går igen ved alle Mangekyo Sharingan'erne – de kan kontrollere den nihalede ræv, som Naruto Uzumaki har i sig. Når først man har fået Mangekyo Sharingan'en, vil personen lide af nedsat syn og vil i sidste ende kulminere i blindhed. Dog kan ens syn blive permanent genskabt, hvis en anden, der også besidder Mangekyo Sharingan, donere sit. Dette vil skabe en Mangekyo Sharigan med permanent form og enorm kraft.

#### Tsukuyomi
Tsukuyomi (月読 ) er den mest kendte Sharingan fra Itachi Uchihas side. Den gør ham i stand til at torturere sin modstander, i, hvad der synes ,dagevis på blot et splitsekund.
Når denne bruges, påfører den enorm skade til modstanderen, da den (som det var tilfældet for Kakashi Hatake) kan føles som et sværd der stikkes i kroppen tusindvis af gange, idet der føles som 7 dage, men i realtid kun tog ét sekund. Den blev også brugt mod Itachis lillebror, Sasuke Uchiha, hvor Sasuke blev tvunget til at opleve den skæbnesvangre dag, hvor hele hans familie blev dræbt af Itachi.
Der er dog ulemper ved Tsukuyomi'en, da den kræver en enorm mængde chakra og man efter brug, vil være nødt til at trække sig fra kampen, hvis der altså stadig er nogen at kæmpe mod.

#### Amaterasu
Amaterasu (天照 ) bruges til at lave sorte flammer på et bestemt punkt. Disse flammer stopper ikke med at brænde indtil stedet / modstanderen er brændt til aske. De frembringes ved brugen af det venstre øje.

#### Susanoo
Susanoo (須佐能乎) bruges til både forsvar og angreb. Den fremkalder et overnaturligt væsen, der beskytter sin herre mod alt. Itachi's version har et skjold og et sværd, der kan skære igennem alt, mens Sasuke's version bærer en stor bue. Susanoo var ifølge Shinto-troen storm- og regnguden.